# Марк Атилий Регул (консул 227 пр.н.е.)
Вижте пояснителната страница за други личности с името Марк Атилий Регул.
Марк Атилий Регул (на латински: Marcus Atilius Regulus) e политик на Римската република през втората пуническа война.
Той е син на Марк Атилий Регул (консул 267 пр.н.е.) и Марция и брат на Гай (консул 225 пр.н.е.). Баща му умира през първата пуническа война в картагенски плен, брат му Гай е убит като консул през 225 пр.н.е. в битката при Теламон против келтите.
През 227 пр.н.е. Регул е избран за консул заедно с Публий Валерий Флак. След смъртта на Гай Фламиний през 217 пр.н.е. в битката при Тразименското езеро Регул е избран за суфектконсул заедно с Гней Сервилий Гемин. През 216 пр.н.е. той се бие с Гней Сервилий Гемин в Апулия. След битката при Кана той е IIIviri mensarii с Луций Емилий Пап.
През 214 пр.н.е. Регул става цензор заедно с Публий Фурий Фил. Тогава много сенатори са изключени от сената за връждебност към държавата.
Регул е вероятно баща или чичо на претора от 213 пр.н.е. със същото име.